# 雪庭福裕
雪庭福裕（せつてい ふくゆう、? - 至元12年7月20日（1275年8月13日））は、中国の元代初期の曹洞宗の禅僧。俗姓は張。太原府文水県の出身。中国禅の系譜では五十二世で、嵩山少林寺の中興の祖。

## 概要
雪庭福裕は、9歳で学問を始めた。理解力が非常に勝れていたため、郷里の人々は聖小児と呼んでいた。出家して仏門に入った。
元の耶律楚材は仏教の禅を崇敬しており、万松行秀と彼の弟子である雪庭福裕を禅の師と仰いだ。
雪庭福裕は、元の憲宗モンケの時代に道教の有力な一派である全真教の指導者の張志敬や外来の仏教僧の那摩と論争し、「老子化胡経」は老子の著作物かどうかの真偽を論議した。憲宗モンケは道教を抑えて仏教の勢力拡大を図っており、雪庭福裕に都僧省之符を授けて仏教僧の指導者に任じた。
雪庭福裕は曹洞宗の法統に属する禅僧だったが、元の世祖クビライによって河南の嵩山少林寺の住持に任命され、その後は嵩山少林寺を拠点にして教勢を張った。これにより伝承では中国禅の発祥地とされる嵩山少林寺は曹洞禅が盛んになり、華北地方での曹洞宗の一大拠点となった。また嵩山一帯の戦乱で破壊された仏教寺院の修復に努めたので、嵩山少林寺の中興の祖とされる。
至元12年（1275年）7月に入寂した。没後の皇慶元年（1312年）に大司空の位を追封された。